# Rainer Dick
Rainer Dick (* 1967 in Kusel) ist ein deutscher Journalist und Autor.

## Leben
Rainer Dick ist in Ehweiler aufgewachsen. Nach dem Abitur am Gymnasium Kusel begann er 1991 ein Volontariat bei der Tageszeitung Die Rheinpfalz, für die er derzeit als Kulturredakteur in Kaiserslautern tätig ist. Er ist freier Mitarbeiter des Filmdiensts, der Enzyklopädie des phantastischen Films und des Lexikons CineGraph.
Rainer Dick hat ein Faible für das Komikerduo Laurel und Hardy, über das er 1995 die erste deutschsprachige Biografie verfasste. Bekannt wurde er als Autor des Sammelbands Stars des Horrorfilms und des Lexikons der Filmkomiker.
Für seine Artikelserie Film- und Fernsehschaffende aus der Pfalz wurde er 2003 mit dem Medienpreis des Bezirksverbands Pfalz ausgezeichnet.

## Werke (Auswahl)
- Laurel & Hardy. Die größten Komiker aller Zeiten, Heyne-Verlag, München 1995, ISBN 3-453-09006-3.

- Die Stars des Horrorfilms, Verlag Tilsner, München 1996, ISBN 3-910079-63-6.

- Lexikon der Filmkomiker, Verlag Schwarzkopf & Schwarzkopf, Berlin 1999, ISBN 3-89602-223-7.

- Laurel & Hardy und die Frauen, Vorwort: Ottfried Fischer, Fachverlag für Filmliteratur, Landshut 2015, ISBN 978-3-943127-05-8.

- Laurel & Hardy: Sehr viel mehr als dick und doof, Verlag Boiselle & Ellert, 2022, ISBN 978-3-946587-33-0.